# Pseudaulonium
Pseudaulonium es un género de coleóptero de la familia Zopheridae.

## Especies
Las especies de este género son:
- Pseudaulonium boliviense Dajoz, 1984
- Pseudaulonium carinatum Dajoz, 1984
- Pseudaulonium convexum Dajoz, 1984
- Pseudaulonium crassum Dajoz, 1984
- Pseudaulonium denticulatum Dajoz, 1984
- Pseudaulonium depressum Dajoz, 1984
- Pseudaulonium gounellei Dajoz, 1984
- Pseudaulonium latum Dajoz, 1984
- Pseudaulonium mexicanum Dajoz, 1984
- Pseudaulonium regale Reitter, 1877
- Pseudaulonium titschacki Heinze, 1954